# PRC-999K

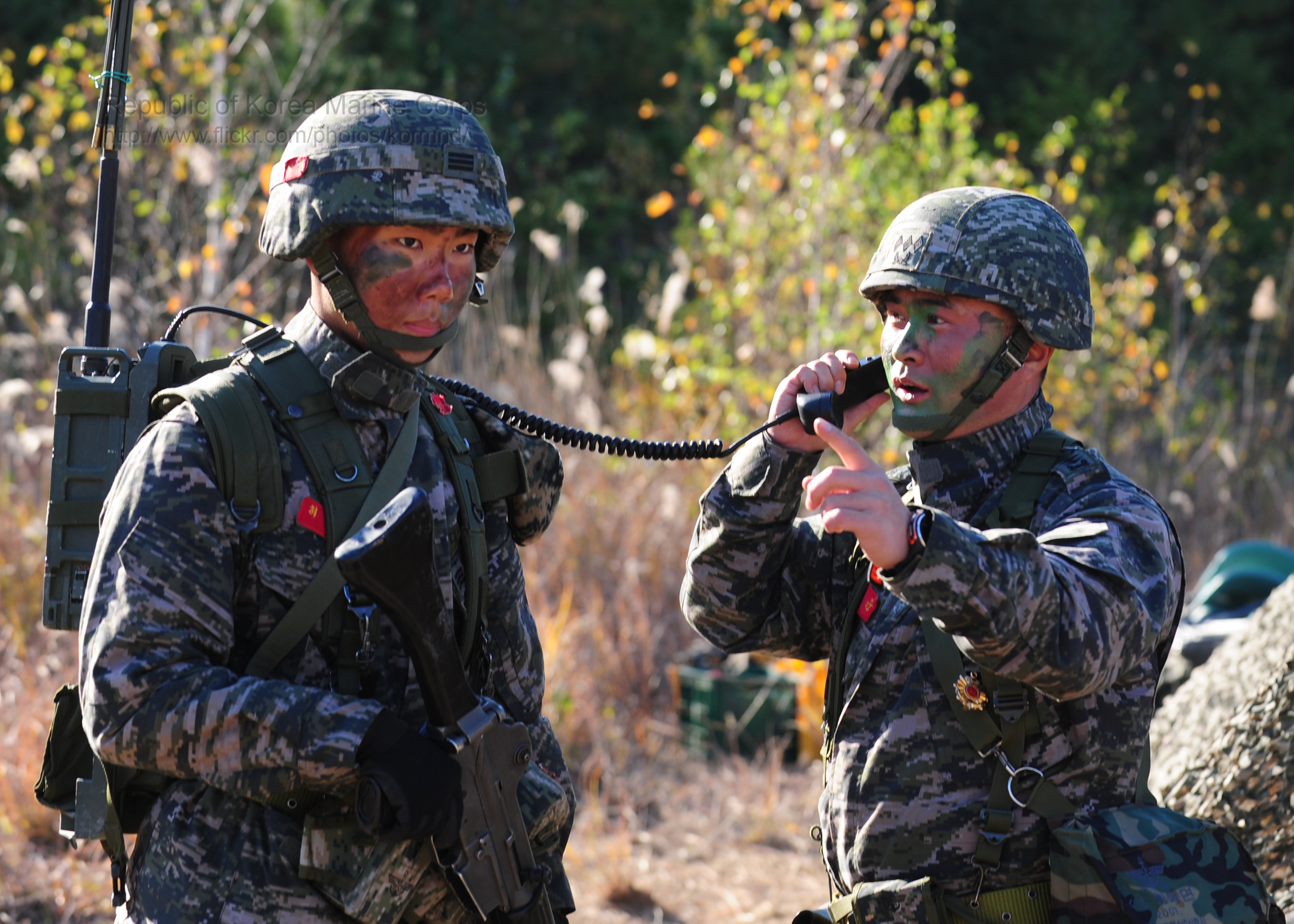
해병대 훈련때 사용중인 PRC-999K

PRC-999K는 대한민국 국군에서 사용하는 군사용 무전기로, 일반적으로 전술제대급에서 사용하며 LIG넥스원이나 다른 회사에서 제작한다. 일반적으로 PRC-999K의 명칭은 무전기 세트를 총합한 걸 말하는 것으로 지게, 무전기, 안테나, 송수화기, 배터리등을 포함하고 있다. 무게는 충전식 배터리(니켈-카드뮴 전지) 장착시 약 15kg 정도로 6.2kg인 PRC-77에 비해 2배 이상 무겁다.

## 특징
PRC-999K는 FM방식의 무전기이며, 고정된 주파수를 사용하거나 코드분할다중접속(CDMA)을 이용하여 데이터 통신과 음성 통신을 할 수 있다. 모든 장비를 포함한 PRC-999K의 가격은 약 800만원 정도이며, PRC-999K의 고정 주파수의 범위가 일반 FM라디오의 가청 주파수대에도 걸쳐 있어 FM라디오 주파수가 낮은 경우 PRC-999K에서 잡히거나 혹은 근처를 전파방해 할 수도 있다. 또한 PRC-999K의 기능중엔 다른 통신망과 중계가 가능한 기능도 있으며, 원격 기능을 이용하여 멀리 떨어진 곳에서 무전기를 조종할 수도 있다. 또한 무전기에 광센서가 달려있어, 무전기 화면에 나타나는 액정의 밝기가 자동적으로 조정된다. 또한 무전기 자체점검 기능과 더불어 전자전에 대비한 ECCM 모듈도 장착되어 있으며, 무전기 안의 모든 정보를 제거할 수 있는 소거 기능과 더불어 컨트롤러와 케이블을 이용하여 원격에서 무전기를 조정할 수 있다. PRC-999K를 차량에 장착하게 되면, 일반적인 지게에 매는 것 보다 더 높은 출력으로 송신이 가능하게 된다.
수출용 모델로서 PRC-999KE/C가 있다.

## 아마추어 무선
PRC-999K의 이전모델인 PRC-77는 50Mhz 대역에서 아마추어 무선이 가능하다. 아마추어 무전기로도 개국허가가 난다. PRC-999K 무전기도 기본적으로 PRC-77과 주파수 대역이 같기 때문에 50Mhz 대역에서 아마추어 무선이 가능한 것으로 추정된다.

## TMMR
한국군에 7만대가 보급된 PRC-999K는 아날로그 무전기인데, TMMR이라는 디지털 무전기로 교체할 계획이다. LIG넥스원에서 2007년부터 개발했다. 2020년부터 양산이 시작되어 2025년까지 1조 4천억원이 투입되어 한국군에 보급될 계획이다.

## 같이 보기
- PRC-77 - 제2차 세계대전과 한국전쟁에서 사용한 중대급 무전기 PRC-25의 진공관을 트랜지스터로 바꾸었다. 전 세계에서 대부분 사용한다. PRC-999K로 교체되기 전까지 한국군도 PRC-77 무전기를 사용했다.
- SINCGARS
- PRC-950K - 한국군 차기 AM 무전기